# Hydrelia undulosata
Hydrelia undulosata är en fjärilsart som beskrevs av Moore 1888. Hydrelia undulosata ingår i släktet Hydrelia och familjen mätare. Inga underarter finns listade i Catalogue of Life.